# Grüne Dame
Bei Grünen Damen oder Grünen Herren handelt es sich um Ehrenamtliche, die in der Evangelischen Kranken- und Alten-Hilfe e. V. (eKH) in Deutschland organisiert sind. Sie unterstützen Patienten und Pflegebedürftige sowie deren Angehörige in Krankenhäusern und Pflegeeinrichtungen. Der Name Grüne Damen/Herren bezieht sich auf die Farbe der Kittel, welche die Ehrenamtlichen tragen.

## Geschichte
Angeregt vom ehrenamtlichen Dienst der Pink Ladies in den USA gründete Brigitte Schröder, Ehefrau des damaligen deutschen Verteidigungsministers Gerhard Schröder, 1969 in Düsseldorf eine vergleichbare Organisation.
Im Jahr 1976 schlossen sich die in der Bundesrepublik Deutschland bestehenden Gruppen zur Arbeitsgemeinschaft Evangelische Krankenhaus-Hilfe zusammen. Diese wurde 2004 in einen eingetragenen gemeinnützigen Verein (eKH e. V.) überführt.

## Aufgabengebiet
Zum Aufgabengebiet der Grünen Damen und Herren gehört unter anderem, kranken und alten Menschen Hilfestellungen bei der Aufnahme in die jeweiligen Einrichtungen zu geben und sie innerhalb dieser zu begleiten. Des Weiteren besuchen die Ehrenamtlichen die Menschen in den Einrichtungen, um mit ihnen zu sprechen und ihren Tag zu gestalten, beispielsweise durch Vorlesen oder gemeinsame Spaziergänge. Zudem übernehmen sie bei Bedarf Erledigungen. Auch betreuen Grüne Damen und Herren die Angehörigen der erkrankten oder alten Menschen.

## Verbreitung und Mitgliederstärke
Im Jahr 2016 waren die Grünen Damen und Herren deutschlandweit in nahezu 500 Krankenhäusern und 250 Altenhilfeeinrichtungen tätig. Mehr als 10000 Damen und gut 900 Herren gehörten dem Verein an.
2021 bezifferte der Verein die Zahl der Ehrenamtlichen auf 8000 in über 530 Gruppen, die in Krankenhäusern, Altenhilfeeinrichtungen und in der häuslichen Umgebung wirken.
Eine ähnliche Bewegung weist in Europa seit den 1980er Jahren die Schweiz mit IDEM auf.

## Bundesvorsitzende, Vorstand und Geschäftsstelle
- 1969–1996: Brigitte Schröder
- 1996–2013: Gabriele Trull
- 2013–2022: Käte Roos[2][7]
- seit 2022: Elke Grothe-Kühn[8]

Der am 30. August 2022 von der Mitgliederversammlung vor der Bundestagung in Hannover für drei Jahre gewählte ehrenamtlich tätige Bundesvorstand besteht aus fünf Mitgliedern. Der Bundesvorstand ernennt die Landesbeauftragten und arbeitet mit ihnen als erweiterter Vorstand zusammen. Die hauptamtlich geführte kleine Geschäftsstelle befindet sich in Berlin.

## Publikationen
Zweimal im Jahr erscheinen die eKH-Informationen. 2019 wurde zum fünfzigjährigen Jubiläum der Evangelischen Kranken- und Altenhilfe eine Festschrift veröffentlicht.